# 帕茲德利內島
帕茲德利內島是俄羅斯的島嶼，屬於北地群島的一部分，位於共青團員島以東1.65公里的拉普捷夫海，由克拉斯諾亞爾斯克邊疆區負責管轄，長1.8公里、寬0.8公里，最高點海拔高度4米，島上無人居住。